# Althepus suhartoi
Althepus suhartoi là một loài nhện trong họ Ochyroceratidae. Loài này phân bố ở Sumatra.